# Valerie Tryon
Valerie Tryon, (née le 5 septembre 1934) est une pianiste classique née en Grande-Bretagne. Depuis 1971, elle réside au Canada, mais poursuit une carrière internationale dans le domaine de la performance et de l'enregistrement. Elle passe une partie de chaque année dans son pays d'origine, la Grande-Bretagne. Parmi ses spécialités se trouve la musique de Franz Liszt, pour laquelle elle a fait de nombreux enregistrements. Actuellement artiste en résidence à l'Université McMaster, à Hamilton, en Ontario, Valerie Tryon est active comme concertiste soliste, récitaliste, musicienne de chambre, accompagnatrice et membres de jurys. 

## Jeunesse
Née à Portsmouth, en Angleterre, Valerie Tryon se produisait régulièrement en public alors qu'elle était encore enfant. Elle a tourné avec le Northern Youth Orchestra de Grande-Bretagne à l'âge de neuf ans et avait déjà joué pour la BBC avant ses 12 ans. Après avoir reçu les diplômes ARCM et LRAM en 1948, elle est ensuite devenue l'une des plus jeunes étudiantes à avoir été admise à la Royal Academy of Music, où elle a étudié avec Eric Grant. Elle a fait ses débuts à Londres en 1953. 
Alors qu’elle était étudiante, Valerie Tryon a reçu la plus haute distinction de la RAM au piano ; elle a également remporté la très convoitée bourse Boise, qui lui a permis d'étudier avec Jacques Février à Paris (1955-1956). En 1956, elle remporte un prix au concours Liszt de Budapest. Un récital au festival de Cheltenham de 1959 a été acclamé par certains des plus grands critiques britanniques et a contribué au lancement de sa carrière de concertiste. 

## Carrière
Depuis 1959, Valerie Tryon a joué en tant que soliste et récitaliste dans les principales salles de concert britanniques et en Europe, en Afrique du Sud, au Canada et aux États-Unis.  Elle a joué des concertos pour piano avec l'orchestre Hallé, le Royal Philharmonic, le London Philharmonic, le London Symphony Orchestra, le Toronto Symphony Orchestra et d'autres grands orchestres. La liste des chefs avec qui elle a travaillé comprend Colin Davis, Adrian Boult, Charles Dutoit, Pierre Monteux et Simon Streatfeild. 
En tant que soliste, Valerie Tryon est connue pour ses interprétations des œuvres de Chopin, Liszt et Rachmaninov. 
En 1976, Valerie Tryon est devenue professeure agrégée de musique à l'Université McMaster ; en 1980, le poste d'artiste en résidence à McMaster est créé pour elle. En Amérique du Nord, Valerie Tryon s'est produite à Toronto, Montréal, Boston, Washington, Pittsburgh, Minneapolis, San Francisco et Los Angeles entre autres. Elle est devenue citoyenne canadienne naturalisée en 1986. 
Valerie Tryon a été parmi les premiers artistes de concert et d’enregistrement de haut niveau à reconnaître l’importance des nouvelles technologies de la musique et d’Internet. Elle est unique en ce sens qu’elle a créé un grand nombre de séquences MIDI pour la distribution Web. Pour préparer ses séquences live, elle utilise un contrôleur de clavier MIDI pondéré Roland FP8-88 avec des techniques d'enregistrement en temps réel ; à partir de 2009, elle produit près de 900 enregistrements sur ce médium, la plupart d'entre eux produits en collaboration avec PG Music, Inc. En 1993, elle a lancé avec PG le programme d’apprentissage informatisé Pianist comprenant 215 séquences MIDI de pièces classiques. L'écran du PC montre un clavier de piano et les notes qu'elle a jouées lors de l'enregistrement de chaque morceau. 
L'une des passions musicales de Valerie Tryon est la musique de chambre. Deux de ses partenaires les plus connus en Angleterre sont Alfredo Campoli (violon) et George Isaac (violoncelle), avec lesquels elle réalise plusieurs enregistrements importants. En 1981, elle a formé un partenariat en duo avec la violoncelliste Coenraad Bloemendal qui a abouti à six enregistrements sur le label Dorian de 1989 à 1994 ,. Sa performance de 1971 avec la Sonate pour violoncelle de Isaac of Rachmaninov est maintenant considérée[Par qui ?] comme un objet de collection. En 1986, elle est cofondatrice (avec Gerard Kantarjian) du trio Rembrandt et apparaît fréquemment aux côtés de Camerata et Trio Canada.

## Répertoire
Le répertoire de Valerie Tryon est vaste, allant de Bach et Scarlatti aux compositeurs contemporains ; il comprend également plus de soixante concertos et une quantité importante de musique de chambre. Parmi les compositeurs britanniques modernes, Alun Hoddinott et John McCabe lui ont consacré des œuvres et elle participe activement à la promotion de compositeurs canadiens tels que Srul Irving Glick, Murray Adaskin, Milton Barnes et Claude Champagne . 
Elle est bien connue pour ses interprétations des romantiques ; lorsque la BBC a lancé son label de disques Radio Enterprises, il y a quelques années, Valerie Tryon a interprété les «Études Tableaux» de Rachmaninov, op. 39, pour le premier disque classique à être publié. 
Plus récemment, elle a enregistré l'intégrale Ballades and Scherzos of Chopin pour le label "Musica Viva" de la CBC, un disque décrit par Harold Schonberg du New York Times comme "le meilleur enregistrement de Chopin de la dernière décennie". 
De même, sa série continue de l'intégrale de la musique pour piano de Claude Debussy représente un intérêt particulier : elle a interprété ce répertoire à deux reprises dans un cycle exigeant de cinq récitals successifs. 
Mme Tryon joue fréquemment pour la BBC ainsi que pour les réseaux de radiodiffusion canadiens et américains. Ses performances en solo et ses apparitions avec le Rembrandt Trio ont été enregistrées sur les labels Omnibus, Pye, Argo, Lyrita, Educo et CBC.  Actuellement, Valerie Tryon collabore avec plusieurs autres pianistes de renommée internationale pour enregistrer les œuvres complètes de Franz Liszt pour Naxos. 
Début 2009, Valerie Tryon était à Londres pour enregistrer un disque entièrement consacré à Mozart avec le LSO (label APR). Les œuvres enregistrées sont le Concerto pour piano en ut mineur K.491 (cadence de Godowsky), le Concerto pour piano en ut majeur K.503 (cadence de Hummel) et le Rondo de concert en la majeur K.386. 

## Distinctions et récompenses
Valerie Tryon a été l'une des premières récipiendaires de la médaille Harriet Cohen. En 1986, le ministre hongrois de la Culture lui a décerné la médaille d'honneur Ferenc Liszt pour son "travail remarquable" dans l'interprétation de la musique de Liszt. En 1987, elle a été élue membre de la Royal Academy of Music et en 1991, elle a obtenu une licence honorifique du LWCM du Western Ontario Conservatory of Music (maintenant Conservatory Canada). 
L'enregistrement par Valerie Tryon de Debussy Songs, avec la soprano Claudette LeBlanc, a remporté un prix Juno canadien pour le "meilleur album classique" en 1994. Son album The Joy of Piano lui valut une seconde nomination Juno dans la même catégorie l'année suivante. 
Un D. LITT honorifique a été attribué à Valerie Tryon en 2000 par l’Université McMaster. 
Elle a été nommée membre de l'Ordre du Canada (CM) conformément à l'annonce faite par la Chambre du gouvernement du 29 décembre 2017 (Gazette du Canada du 6 janvier 2018) "pour sa carrière de pianiste de renommée internationale et pour ses contributions en tant qu'éducatrice ... de la culture musicale classique ".

## Discographie
Au début de sa carrière, Valerie Tryon a enregistré plusieurs disques pour Saga, Lyrita et Educo. Ensuite pour CBC, Dorian, APR, Somm et Naxos

### Piano
- Hoddinott, Œuvres pour piano : Sonate pour piano no 1, op. 17; Nocturne no 2, op. 16, no 1 ; Sonate pour piano no 2, op. 27 ; Nocturne no 1, op. 9 ; Élégie op. 18, no 3 (Lyrita REAM.2108; 1965)
- Valerie Tryon joue Rachmaninov (BBC REB-27 / BBC RMC-4035 (cass); 1971)
- Ceux que vous avez aimés : Musique romantique pour piano : Chopin, Schumann, Liszt (BBC REC-112 / BBC MRMC-015 (cass); 1975)
- Le Piano de Valerie Tryon : récital devant public  : Chopin, Mozart, Liszt (1978, CBC Musica Viva MV-1—1)
- Liszt - Chopin et al.  (Educo 3148; 1980)
- Un récital de Liszt - Six études d'après Paganini, Gnomenreigen, Waldesrauschen (Educo 3086; 1980)
- La joie du piano : Balakirev (Islamey) ; Ravel (Alborada del Gracioso) ; Chaminade (Automne) (27-29 janvier 1992, CBC Records MVCD 1065) (OCLC 102470809)
- Chopin, intégrale des Scherzos et Ballades (1996, CBC Records Musica Viva MVCD 1092) (OCLC 936946658)
- Liszt, L'Œuvre pour piano, vol.11 - Transcriptions de Mozart, Eduard Lassen, Robert Franz, Otto Lessman et Josef Dessauer (1998, Naxos 8.553508)
- Ferruccio Busoni : visionnaire - Bach-Busoni Chaconne ; Bizet-Busoni Carmen Fantasy, Indianisches Tagebuch (CBC Records MVCD 1126; 1999)
- Ignaz Friedman, vol.1 - Passacaglia, op. 44; Études sur un thème de Paganini, op. 47b ; Concert Paraphrase sur Frühlingsstimmen de J. Strauss (15-16 février 2000, Appian APR 5592) (OCLC 55095073)
- Liszt, L'Œuvre pour piano, vol. 14 - Transcriptions du Bunte Reihe de Ferdinand David (2000, Naxos 8.553507)
- Scarlatti, Sonates pour clavier : K. 1, 9, 11, 17, 19, 20, 25, 27, 29, 30, 33, 96, 147, 159, 201, 377, 427, 430 et 525 et Sonate en fa (attrib.) (2000, Appian APR 5591)
- Liszt, L'Œuvre pour piano, vol. 17 - Transcriptions de lieder de Schubert, dont Müller Lieder et Erlkönig (2001, Naxos 8.554729)
- Ravel, Musique pour piano, vol. 1 (2001, Appian APR 5593)
- A Liszt Odyssey : Am stillen Herd, Liebestod de Tristan (Wagner-Liszt), Faust Waltz (Gounod-Liszt), Funérailles, Études de concert, Rhapsodies hongroises, et Liszt's Buch der Lieder, vol. 1 et 2 (2004, 2 CD Appian APR 7039)
- Ravel, Musique pour piano, vol. 2 (2005, Appian APR 5594)
- Valerie Tryon joue Mendelssohn, Andante et Rondo Capriccioso, op. 14 ; Chants sans paroles nos 1-3, 18, 25, 30, 34 et 37 ; Variations, op. 82 ; Trois fantasmes ou caprices, op. 16 ; Variations, op.83 ; Variations Sérieuses, op. 54 (5 mai 2002/4 mai 2003, Appian APR 5595) (OCLC 992988367)
- Chopin : un voyage chronologique - 46 œuvres, dont Andante spianato et Grande Polonaise, op. 22 ; Fantaisie en fa mineur, op. 49 ; Sonate no. 2, en si bémol mineur, op. 35 ; Sonate n° 3 en si mineur, op. 58 ; Barcarolle, op. 60 ; Nocturnes, valses et mazurkas (2001 à 2006, 3 CD Appian APR 7301) (OCLC 317814363)
- Debussy, Fantaisie pour piano et orchestre, Ravel, Concerto en sol, Fauré, Ballade pour piano, op. 19 - Royal Philharmonic Orchestra, dir. Jac van Steen (7-8 septembre 2014, Somm) (OCLC 993622984)

### Musique de chambre et mélodies
- Liszt, sonate pour violon ('Duo Sonata', G127) ; Strauss, Sonate pour violon en mi bémol, op. 18 - Alfredo Campoli, violon ; Valerie Tryon, piano (1968, Pye Virtuoso 0 TPLS13017)
- Rachmaninov, Sonate pour violoncelle en ré mineur, op. 19 ; Hoddinott, Sonate pour violoncelle ; Banks, Séquence pour violoncelle seul - George Isaac, violoncelle ; Valerie Tryon, piano (1971, Argo ZRG-695)
- Hoddinott, Rêve Romain ; Trio avec piano ; Tate, Apparitions ; Three Ballads Gaelic - Margaret Price, soprano ; Gerald English, ténor ; James Lockhart, piano ; Douglas Tate, harmonica ; Valerie Tryon, piano ; Cardiff Festival Players dir.  James Lockhart (1972, Argo ZRG69)
- Mendelssohn, Trio pour piano et cordes no 1 en ré mineur, op. 49 ; Schubert, Trio pour piano et cordes no 1 en si bémol majeur, D 898 / op. 99 - Trio Rembrandt (1986, Dorian DOR-90130)
- Brahms, Trio pour piano et cordes no 1 en si majeur, op. 8 ; Antonín Dvořák, Trio pour piano et cordes no 4 en mi mineur, op. 90 / B 166 - Trio Rembrandt (1988, Dorian)
- Ravel, Trio pour piano, violon et violoncelle en la mineur ; Saint-Saëns, Trio pour piano, violon et violoncelle no 1 en fa majeur, op. 18 ; Chaminade, Trio pour piano, violon et violoncelle no 1 en sol mineur, op. 11 - Trio Rembrandt (1989, Dorian) (OCLC 767882326)
- Tchaïkovski, Trio avec piano en la mineur, op. 50 ; Arensky, Trio avec piano no 1 en ré mineur, op. 32 - Trio Rembrandt (mai 1990, Dorian) (OCLC 767882274)
- Salon Classics : Œuvres de Kreisler, Debussy, Suk, Dvořák, Herbert, Schumann, Liszt, Brahms, Chabrier, Grieg, Godard et Saint-Saëns - Trio Rembrandt (1991, Dorian)
- Debussy, mélodies - avec Claudette LeBlanc, soprano (1989, Unicorn-Kanchana Records DKP CD 9133) (OCLC 869586802)
- Danses et romances pour violon : Œuvres d'Adaskin, Barnes, Bach, Falla, Kreisler, Paganini - Valérie Tryon et William Beauvais Moshe Hammer (2001, CBC Records MVCD 1071)
- La voix du violoncelle (1994, Dorian 90208) (OCLC 990776883)

## Sources
- Entry: 'Tryon, Valerie', in the Naxos 'A to Z of Pianists', pp. 790–792 (Naxos Educational, Hong Kong, 2007)
- Valerie Tryon sur L'Encyclopédie canadienne
- Jacques Lesier: Artists' Management, The Del Prado, San Diego, CA
- Howard Greenwood: Concert Management, Londres, UK
- Hammond, Antony: 'McMaster appoints first artist-in-residence', Hamilton Spectator, 19 Jan 1980
- Fraser, Hugh: 'Reflections on a piano,' Hamilton Spectator, 3 Oct 1989
- Duff, Michael: 'The world at her fingertips', Stoney Creek News, 25 Oct 1989
- Fraser, Hugh: 'Modest Tryon can't explain her popularity', Hamilton Spectator, 29 Jul 1996
- 'World-class Tryon to play at Mac', Hamilton Spectator, 14 Mar 2001